# السويس لمهمات السلامة
السويس لمهمات السلامة أو (بالإنجليزية: SSO - Suez Safety Outfitters)‏ هي إحدى شركات قطاع البترول المصري, والتي تأسست عام 2004 كشركة مساهمة مصرية، وفقا لأحكام قانون الإستثمار المعدل بقانون ضمانات وحوافز الإستثمار رقم 8 لسنة 1997,من أجل خدمة شركات قطاع البترول والقطاعات الأخرى داخل مصر في مجال السلامة المهنية.

## نشاط الشركة
يقوم نشاط الشركة أساسا على إمداد شركات البترول بملابس وأحذية السلامة ومهمات الوقاية الشخصية، كما تقدم الشركة خدماتها لجميع القطاعات والصناعات بالسوق المحلية وتصدر خط إنتاجها للخارج وبأعلى جودة ممكنة وبمتانة عالية لكي تدوم، وذلك لضمان سلامة وحماية وراحة العاملين .